# Arbeiterstudium

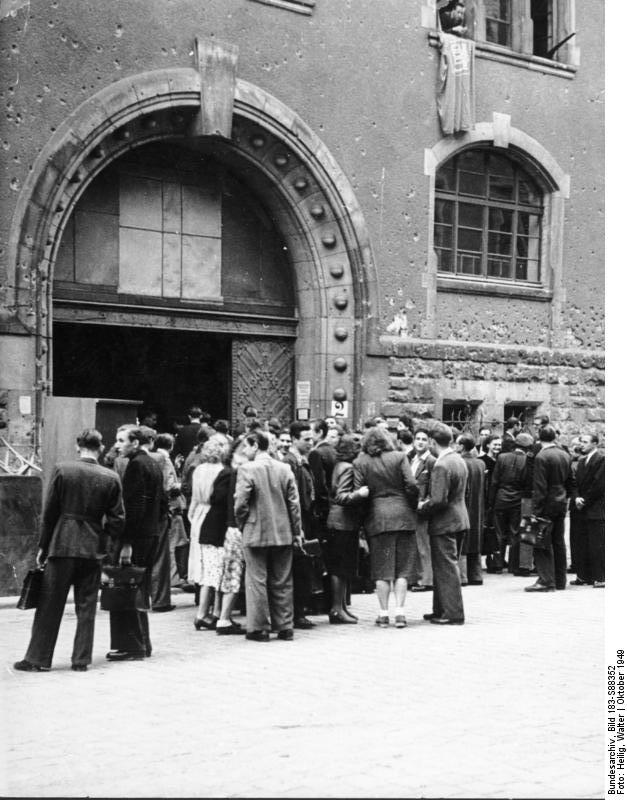
Semesterbeginn am 1. Oktober 1949 an der Arbeiter-und-Bauern-Fakultät der Humboldt-Universität Berlin

Als Arbeiterstudium wurden institutionalisierte Maßnahmen bezeichnet, welche in der Sowjetischen Besatzungszone Deutschlands beziehungsweise Deutschen Demokratischen Republik der Heranbildung einer Akademikerschicht aus der Arbeiterschaft dienten. Ermöglichen sollte diese denjenigen einen Hochschulzugang, welche nicht über das Abitur verfügten. Zu den betreffenden Maßnahmen zählten die 1946 eingerichteten Vorstudienanstalten, aus denen 1949 die Arbeiter-und-Bauern-Fakultäten hervorgingen.
In der Sowjetunion existierten seit den 1920er Jahren die sogenannten RabFaks (russisch: Рабфак – abgekürzt von Рабочий факультет, zu deutsch: Arbeiterfakultät). Andere Länder des Ostblocks, z. B. die Tschechoslowakei, wiesen vergleichbare Arbeiterstudienmodelle auf.

## Zielsetzung
Das Arbeiterstudium diente als Teil der Bildungspolitik in der SBZ/DDR der parteipolitischen Auswahl von Studenten, der Sicherstellung der Diktatur der SED durch die Heranbildung einer neuen loyalen Akademikerschicht, der ideologischen Umerziehung und der Gleichschaltung der Hochschulen. Im September 1947 erklärte der SED-Funktionär Anton Ackermann:

„Wir wollen ein anderes Arbeiterstudium. Wir wollen nicht nur die soziale Zusammensetzung der Hörerschaft der Hochschulen ändern, wichtiger noch ist, dass diese neuherangebildete Intelligenz auch im Geiste einer neuen Ideologie, im Geiste des Wissenschaftlichen Sozialismus erzogen und geschult wird.“

Da die Bewerberzahl die Anzahl der Studienplätze in den ersten Jahren nach dem Krieg deutlich überstieg (in Sachsen wurden z. B. 1946/47 80,4 % der Bewerber abgelehnt), stellte die Auswahl der Studenten ein wichtiges politisches Thema dar. Die Einführung einer Quote für Arbeiter sowie die obligatorische Angabe der Parteimitgliedschaft trugen zu einer parteipolitischen Auswahl der Studenten bei. Diese parteilichen Auswahlprinzipien wurden schon früh kritisiert, z. B. in einem Schreiben der Vorsitzenden der demokratischen Parteien Berlins vom 8. Oktober 1946 an Paul Wandel.

## Absolventen
Der Schriftsteller Hermann Kant und der Schauspieler Peter Sodann wurden an einer Arbeiter-und-Bauern-Fakultät ausgebildet. Hermann Kants Roman Die Aula thematisiert das Schicksal mehrerer Absolventen der Arbeiter-und-Bauern-Fakultät in Greifswald. Zu den Absolventen der Vorstudienanstalten gehörte der Chirurg Helmut Wolff.